# Sokoké
Le Sokoké, anciennement appelé Khadzonzos, est une race de chat originaire du Kenya. Ce chat de taille moyenne est caractérisé par sa robe à poils court au motif brown marble tabby.

## Origines
Le nom ancestral du Sokoké est Khadzonzos, qui signifie « comme l'écorce ». Ce nom a été donné par une tribu locale du nom de Giriama qui côtoie ces chats depuis bien longtemps. En effet, la robe marbrée de ces chats est semblable à l'écorce d'un arbre.
Il est possible que cette race existe au Kenya depuis plusieurs siècles mais il est difficile de dater de trouver sa provenance exacte. Des tests ADN ont été faits pour chercher des gènes de félins sauvages mais ils ont cependant été négatifs.
Les occidentaux découvrirent la race sur la côte kényane, dans la forêt de Arabuko-Sokoke. C'était en 1978 et c'est Jeni Slater qui fut la première à côtoyer cette nouvelle race. Une amie du nom de Gloria Moeldrop en ramena avec elle au Danemark pour en faire l'élevage. En effet, Jeni Slater craignait pour la survie de la race sans l'intervention humaine. En 1984, ils apparurent pour la première fois en exposition et en 1990, Gloria Moeldrop fit venir d'autres chats pour consolider la race. C'est en 1993 que la FIFé reconnut la première la race, sous le nom, simplifié, de Sokoké (nom de la forêt d'où il provient). En 2003, ce fut au tour de la TICA d'intégrer le Sokoké comme "nouvelle race".
Actuellement, la race reste rare mais est élevée dans d'autres pays que le Danemark : États-Unis, Canada et Norvège.

## Standards
Le Sokoké est un chat de taille moyenne à l'allure élégante. Son corps est fin mais néanmoins musclé, avec une poitrine proéminente. Il est haut sur pattes. Elles ont une ossature robuste et les pattes arrière ont une courbure particulière, caractéristique à la race. Les pieds sont de forme ovale. La queue est moyenne à longue, assez épaisse à la base mais elle s'effile progressivement vers le bout. La queue doit toujours être noire au bout.

La tête forme un triangle adouci et elle est relativement petite vis-à-vis du corps. le crâne est quasiment plat, tandis que les pommettes sont portées hautes et saillantes. Si l'on regarde le chat de profil, on peut remarquer un léger creux à la naissance du nez, qui lui, est droit et de longueur moyenne. Les yeux sont en amande, bien grands et espacés l'un de l'autre. Les deux couleurs autorisées sont le vert et l'ambre. Les oreilles sont de taille moyenne, avec une base large et une extrémité arrondie. Au bout, des plumets sont très appréciés.
Le poil est très court, couché sur le corps et sans sous-poil. Il est bien brillant. Le seul motif de robe autorisé est le brown marble tabby, une sorte de blotched tabby un peu brouillé et allongé et dont les parties noires solides contiennent des poils ticked tabby.

## Caractère
Le sokoké est décrit comme un chat vif, joueur, aimant grimper et nager. Il serait relativement indépendant mais sociable avec ses congénères ou d'autres animaux domestiques. Il s'adapterait bien à la vie en appartement s'il a suffisamment d'espace et d'activité physique. Ces traits de caractère restent toutefois parfaitement individuels et sont avant tout fonctions de l'histoire de chaque chat.

### Sources
- (en) Cet article est partiellement ou en totalité issu de l’article de Wikipédia en anglais intitulé « Sokoke » (voir la liste des auteurs).